# Lusasjö
Lusasjö är en sjö i Falkenbergs kommun i Halland och ingår i Ätrans huvudavrinningsområde.